# Desmocaris trispinosa
Desmocaris trispinosa is een garnalensoort uit de familie van de Desmocarididae. De wetenschappelijke naam van de soort is voor het eerst geldig gepubliceerd in 1898 door Aurivillius.